# Ancistrocerus hirsutus
Ancistrocerus hirsutus är en stekelart som först beskrevs av Meade-waldo 1910.  Ancistrocerus hirsutus ingår i släktet murargetingar, och familjen Eumenidae.

## Underarter
Arten delas in i följande underarter:
- A. h. khambensis
- A. h. supiensis
- A. h. tikiensis